# 梁俊日
梁俊日（韓語：양준일，1969年8月19日—），是韓國唱跳歌手、創作歌手，越戰時於西貢（現胡志明市）出生。1991年以《Rebecca》出道。2001年，曾用藝名V2活動。2019年，出演Two Yoo Project - Sugar Man第三季後重新活動。

## 個人經歷
- 於2020年KBS2 《歡樂在一起》第四季第74集中提及，因為過去的經驗，暫時不想與任何經紀公司簽約。他以自由舞蹈、長捲毛頭髮、偏女性打扮、歌詞大部分含有英文和到了2010年代中期才流行的手指愛心符號見稱，卻在當時因韓人嚴重排外仇美而不受歡迎。2001年，更因韓語程度欠佳而被媒體封殺。這一切卻也導致出道30年後才一夜爆紅，被稱為是90年代的GD, 因兩人的台風、性格和打扮非常相似。曾在佛羅里州某餐廳當高級侍應。

## 音樂作品
正規專輯
- 1991.08.01：《겨울 나그네（朝鲜语：겨울 나그네 (양준일의 음반)）》
- 1992.11：《나의 호기심을 잡은 그대 뒷모습（朝鲜语：나의 호기심을 잡은 그대 뒷모습）》
- 2001.04.17：《Fantasy(V2)（朝鲜语：Fantasy (V2의 음반)）》

單曲
- 2020.08.19﹕《Rocking Roll Again》

## 創作作品
韓國音樂著作權協會
| 姓名   | 登記名字            | 編號     | 登記著作 |
| ------ | ------------------- | -------- | -------- |
| 梁俊日 | 양준일(梁俊日)/ JIY | W0091300 | [ 8 ]    |

- 散文集 - 梁俊日 MAYBE_你和我的暗語 (2020.02.14)

## 影視作品
- 1993年：KBS2 《달려라 고고》
- 1993年：SBS 《빙글빙글퀴즈》
- 2019年：JTBC 《Two Yoo Project - Sugar Man 3》 EP2[9]
- 2019年：JTBC 《JTBC新聞室》[10]
- 2019年：JTBC 《特輯 Sugar Man 梁俊日 91.19》（兩集）
- 2020年：KBS2 《歡樂在一起》第四季第74集
- 2020年﹕MBC 《Video Star》

## 公演活動
- 2019年：2019 梁俊日見面會 - 梁俊日的禮物（首爾世宗大學Daeyang Hall）[11]
- 2020年：《Show! 音樂中心》 1月4日 - 錄製出道曲 “Rebecca”
- 2020年：《Show! 音樂中心》 3月14日 - 與編舞家 Lia Kim錄製 “Dance with Me 小姐”
- 2020年：《Show! 音樂中心》 8月22日 - 錄製時隔19年的新曲 “Rocking Roll Again”

## 連結
- 梁俊日的Instagram帳戶
- 재부팅양준일的Instagram帳戶
- YouTube上的OFFICIAL양준일頻道
- YouTube上的재부팅 양준일 Rebooting JIY頻道